# Tublatanka
A Tublatanka  szlovák rockzenekar, mely 1982 őszén alakult, frontemberük Martin Ďurinda. 1994-ben a zenekar képviselte az először részt vevő Szlovákiát az 1994-es Eurovíziós Dalversenyen, és tizenkilencedik helyen végeztek Nekonečná pieseň című dalukkal.

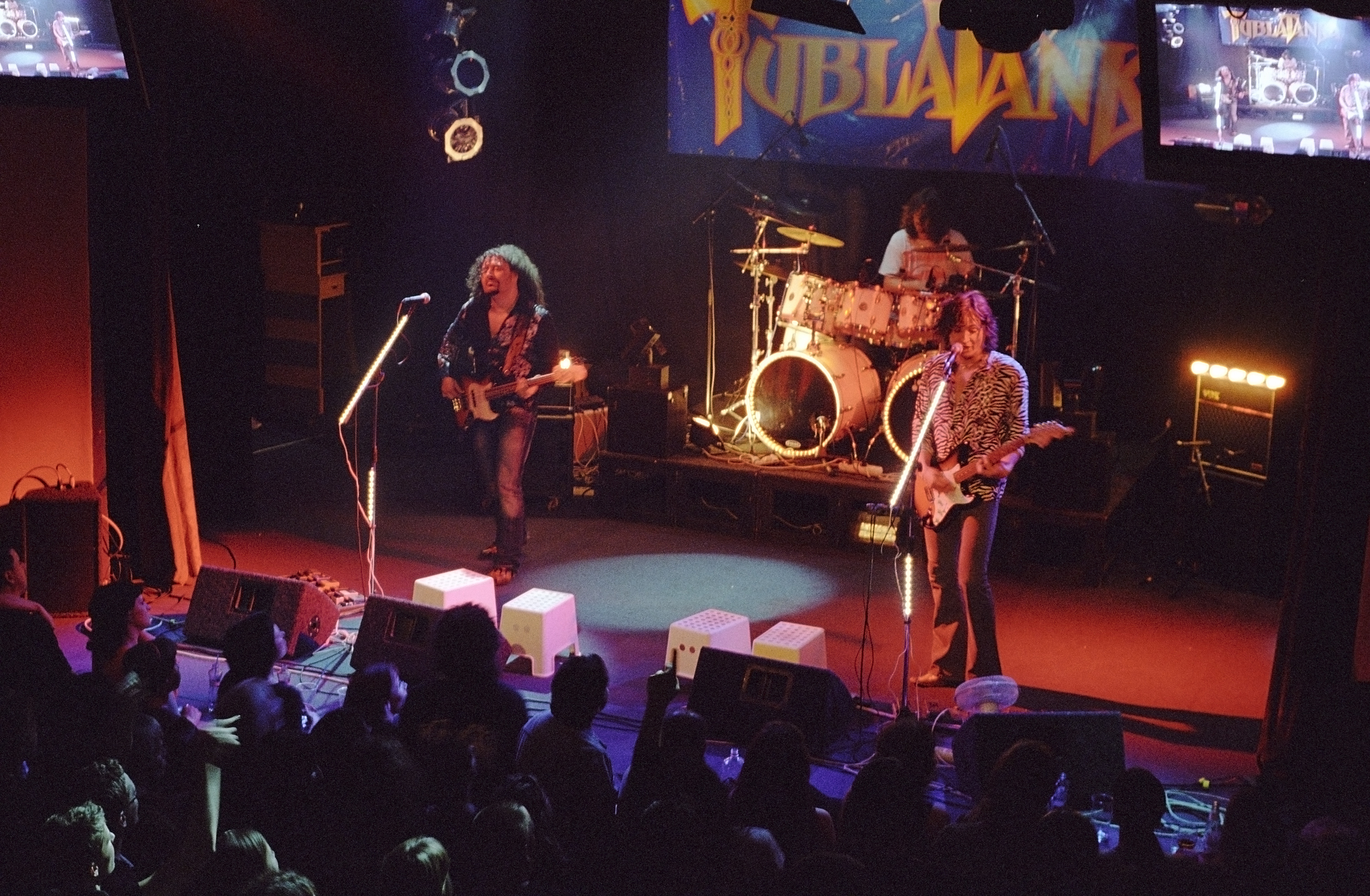
Tublatanka (2008)

## Lemezeik
- Tublatanka (1985)
- Skúsime to cez vesmír (1986)
- Žeravé znamenie osudu (1988)
- Nebo – peklo – raj (1990)
- Volanie divočiny (1992)
- Poďme bratia do Betlehema (1993)
- Znovuzrodenie (1995)
- Najvačšie hity No. 1 – Pravda víťazí (1996)
- Najvačšie hity No. 2 – Ja sa vrátim! (1996)
- Pánska jazda (2001)
- Láska útočí (2002)
- ZLATÁ TUBLATANKA 20 ROCKOV (2003)
- Patriot (2005)
- Vianočný deň (2006)
- Svet v ohrození (2010)
- Uprostred chaosu (2023)